# George Frederick Cooke
George Frederick Cooke, född 17 april 1756 och död 26 september 1812, var en brittisk skådespelare.
Cooke spelader från 1800 på Covent Gardenteatern i London och från 1810 i Amerika. Cooke var i många avseenden av romantikens spelstil, och dog på grund av leversvikt efter ett utsvävande liv. Bland hans främsta rollprestationer märks en rad Shakespearetolkningar.